# Spyro: Shadow Legacy
Spyro: Shadow Legacy — шестая игра основной сюжетной линии про Spyro. Она предназначена для Nintendo DS. Это финальная часть игры и все последующие части будут служить перезапуском серии.

## Сюжет
Действие начинается в конце отдыха на Драконьих Берегах. Друзья Спайро уезжают домой и желают ему удачи в обучении магии, которое будет проходить в Драконьем Храме. Вскоре после того, как главный герой засыпает на пляже, появляется темный шторм, забирающий с собой всех обитателей Dragon Realms, Avalar и Forgotten Realms в странном измерении известна как Shadow Realm. После краткого введения и получения Shadowstone от старейшины Томаса протагонист отправляется на освоение смертельного искусства дракон-каты и использования магии, чтобы спасти захваченных и раскрыть загадку Shadow Realm.
В ходе путешествия возвращается Red, злодей из Spyro: A Hero’s Tail; он вновь решает выступить против Спайро. После победы над Red’ом в очень коротком бою выясняется, что Red является «пешкой» Колдуна, ответственной за захват персонажей в Shadow Realm. Red решает перейти на другую сторону, то есть — помочь Спайро победить Колдуна. После того, как Спайро добирается до логова Колдуна, Колдун раскрывается в качестве 4-х крылого дракона, такого же фиолетового цвета, как и Спайро. Соперники вступают в бой, и когда Спайро побеждает, Колдун спасается бегством. Спайро возвращается в Dragon Realms, где его чествуют парадом. Вскоре прибывает Red, извиняясь перед старейшинами драконов. Все старейшины, кроме Титана, принимают извинения и приветствуют Red’а. Позже Спайро и остальные Старейшины начинают подготовку к новому удару по Колдуну. В другой сцене демонстрируется, как Колдун улетает прочь; внизу экрана отображается текст: «Они знают, что он вернется, но на этот раз они будут готовы».

## Продвижение по игре
Когда игрок побеждает врага или выполняет квест, даются очки опыта. Достаточное количество очков опыта позволяет повысить уровень, благодаря чему можно возвратиться в Dragon Realms и изучить 2 новых навыка. В игре есть побочные квесты, позволяющие добывать дополнительные очки опыта. Кроме того, игра содержит ряд скрытых территорий. Все выше перечисленные утверждения говорят о том, что в игру Spyro: Shadow Legacy ввели элементы RPG.
Также во многих играх жанра RPG глобальные карты открывались по мере их изучения, этот момент не был упущен здесь.
В игре наблюдается 10 игровых локаций, также называемые мирами:
- Драконий берег;
- Драконье додзё;
- Драконья деревня;
- Медвежий лес;
- Вершина магов;
- Клифф-Таун (Город над обрывом);
- Саванна;
- Верхушки деревьев;
- Бесплодные земли Скелос;
- Потерянный флот;
- Молевиль.

Также в игре есть заклинания, которые вы можете использовать при помощи тачпада и стилуса. Чтобы их использовать нужно рисовать на тачпаде специальные «руны», для рисования нужен стилус.

## Отзывы
| Сводный рейтинг | Сводный рейтинг |
| Агрегатор       | Оценка          |
| --------------- | --------------- |
| GameRankings    | 53,04 %         |